# Arrondissement de Loudun
L'arrondissement de Loudun est une ancienne subdivision administrative française du département de la Vienne créée le 17 février 1800 et supprimée le 10 septembre 1926. Les cantons furent rattachés à l'arrondissement de Châtellerault.

## Composition
Il comprenait les cantons de Loudun, Moncontour, Monts-sur-Guesnes et les Trois-Moutiers.

## Sous-préfets
| Période           | Période           | Identité                        | Fonction précédente                                                              | Observation                                                                |
| ----------------- | ----------------- | ------------------------------- | -------------------------------------------------------------------------------- | -------------------------------------------------------------------------- |
| 1815              |                   | Louis Foureau de Beauregard     |                                                                                  |                                                                            |
| 14 février 1819   | 17 mars 1819      | François d'Imbert de Montruffet |                                                                                  | Nommé sous-préfet de Roanne                                                |
| 18 avril 1871     | 25 septembre 1872 | Édouard Haward de la Blotterie  | Conseiller de préfecture de la Creuse Démissionnaire à la chute du Second Empire | Nommé sous-préfet d'Issoudun                                               |
| 25 mars 1879      | 17 novembre 1880  | Charles Hastron                 | Sous-préfet de Saint-Yrieix                                                      | Nommé sous-préfet de Dinan                                                 |
| 17 novembre 1880  | 21 octobre 1883   | Gabriel Alapetite               | Sous-préfet de Muret                                                             | Nommé sous-préfet de Châtellerault                                         |
| 21 octobre 1883   | 7 janvier 1891    | Marie-Léonce Labiche            |                                                                                  | Nommé secrétaire général de la préfecture de la Corse                      |
| 7 janvier 1891    | 31 décembre 1892  | Grégory Ganesco                 | Sous-préfet de Montdidier                                                        | Nommé commissaire du gouvernement au Laos                                  |
| 31 décembre 1892  | 21 octobre 1898   | Louis Masurier                  | sous-préfet d'Embrun                                                             | Retraite                                                                   |
| 21 octobre 1898   | 24 septembre 1900 | Léon François                   | Sous-préfet de Saint-Affrique                                                    | Remplacé                                                                   |
| 24 septembre 1900 | 9 septembre 1902  | Gustave Beaumont                | Sous-préfet de Bar-sur-Seine                                                     | Nommé sous-préfet de Doullens                                              |
| 9 septembre 1902  | 10 décembre 1904  | Paul Maze                       | Sous-préfet de Romorantin                                                        | Nommé sous-préfet de Mortagne                                              |
| 10 décembre 1904  | 6 août 1908       | Maurice Aliez                   | Sous-préfet de Mortagne                                                          | Nommé sous-préfet de Fontenay                                              |
| 6 août 1908       | 22 mars 1911      | Jules Guilbert                  |                                                                                  | Nommé sous-préfet de Doullens                                              |
| 25 mars 1911      | 4 août 1911       | Gabriel Rochard                 | Sous-préfet de Mauriac                                                           | Mis en disponibilité sur sa demande                                        |
| 4 août 1911       | 28 septembre 1914 | Maurice Luchaire                |                                                                                  | Nommé secrétaire général de la préfecture de la Charente-Inférieure        |
| 4 octobre 1914    | 16 janvier 1915   | Ange Luca                       |                                                                                  | Nommé sous-préfet de Lodève                                                |
| 16 janvier 1915   | 20 mars 1918      | Gaston Monnier                  | Conseiller de préfecture du Doubs                                                | Nommé sous-préfet de Loudun                                                |
| 20 mars 1918      | 22 octobre 1920   | Gaston Monnier                  | Sous-préfet de Loudun                                                            | Nommé sous-préfet d'Yssingeaux                                             |
| 22 octobre 1920   | 11 octobre 1924   | Hyacinthe Tomasini              | Chef de cabinet du préfet de la Vienne                                           | Nommé sous-préfet de Villeneuve-sur-Lot                                    |
| 11 octobre 1924   | 22 septembre 1926 | René Vazon                      | Conseiller de préfecture du Doubs                                                | Rattaché à la préfecture de la Vienne à la fermeture de la sous-préfecture |